# Бурдон, Эжен
Эжен Бурдон (1808—1884) — французский часовщик и инженер, изобретатель манометра с трубкой названой его именем, на который он получил патент в 1849 году.

## Биография
Эжен Бурдон родился в Париже 8 апреля 1808 года в семье торговца шёлком. С начальной школы он проявил интерес к механике. Его отец отправил его в Нюрнберг на два года, чтобы выучить немецкий язык. Вернувшись в Париж, он помогал своему отцу в его бизнесе, пока его отец не умер в 1830 году. Затем Эжен работал в магазине оптики до 1832 года, когда он создал свою собственную мастерскую.
Эжен специализируется на научных приборах и паровых двигателях. При поиске механизма измерения давления газа без использования ртутного манометра он представлял, как изгибать круглую трубку из металла с хорошими упругими свойствами. Исходя из этого, он разработал трубчатый манометр Бурдона, запатентованный в Париже 18 июня 1849 года, и предоставил лицензию мастерским Феликса Ришара (1809—1876). Его изобретение было увенчано золотой медалью на Всемирной выставке в 1849 году. Два года спустя, на Всемирной выставке в 1851 году, он был награждён медалью Совета выставки, которую вручил его конкурент Люсьен Види.
Бурдон умер 29 сентября 1884 года и похоронен на кладбище Пер-Лашез.